# جورج إل. هاو
جورج إل. هاو (بالإنجليزية: George L. Howe)‏ هو كاتب ومهندس معماري أمريكي، ولد في 1898، وتوفي في 1977.